# Velcevo, Loveci
Velcevo (în bulgară Велчево) este un sat în comuna Aprilți, regiunea Loveci,  Bulgaria. 

## Demografie
Componența etnică a satului Velcevo
     Bulgari (98,81%)
     Nicio identificare (1,18%)
     Altele (0%)
La recensământul din 2011, populația satului Velcevo era de 169 locuitori. Din punct de vedere etnic, majoritatea locuitorilor (98,81%) erau bulgari. Pentru 1,18% din locuitori nu este cunoscută apartenența etnică.